# Pseudagrion tinctipenne
Pseudagrion tinctipenne là một loài chuồn chuồn kim trong họ Coenagrionidae.
Loài này được xếp vào nhóm loài ít quan tâm trong sách Đỏ của IUCN năm 2008.
Pseudagrion tinctipenne được miêu tả khoa học năm 1951 bởi Fraser.